# Miracle (песня Семры Рагимли)
Miracle (с англ. — «Чудо») — песня азербайджанской певицы Семры Рагимли, с которой она представляла Азербайджан на конкурсе Евровидение 2016, проведенном в Стокгольме, Швеция.
Песня была выпущена 14 марта 2016 лейблом CAP-Sounds.

## Композиции
| №  | Название               | Длительность |
| -- | ---------------------- | ------------ |
| 1. | «Miracle»              | 3:02         |
| 2. | «Miracle (Samba edit)» | 3:53         |